# Bilawal Bhutto Zardari
Bilawal Bhutto Zardari (urdu: بلاول بھٹو زرداری) (født 21. september 1988) er en pakistansk politiker. Han er søn af Pakistans tidligere premierminister Benazir Bhutto, der blev dræbt under et attentat under hendes valgkamp i slutningen af december 2007. Han er også barnebarn af Zulfiqar Ali Bhutto, Pakistans første folkevalgte premierminister og far til Benazir Bhutto.
Bilawal Bhutto Zardari deler sammen med sin far Asif Ali Zardari formandsposten i det islamiske socialist- og centrum-venstre parti Pakistan Peoples Party (PPP).